# 天主教瓦都茲總教區
天主教瓦都茲總教區（拉丁語：Archidioecesis Vadutiensis）是羅馬天主教在列支敦士登的一個總教區，直屬教廷。
總教區範圍包括列支敦士登全國。2010年有教友27,239人，佔轄區總人口78.7%。教區下轄十個堂區，有卅四名司鐸。現任總主教為沃爾夫岡·哈斯。
1997年12月2日升為總教區。

## 历史
1997年12月2日，教皇约翰保罗二世在使徒宪法Ad satius宣言中建立了瓦杜兹大主教管区。在此之前，它曾是其他教区的一部分。 公开和庄严的仪式于1997年12月21日在瓦杜兹教区教堂举行，提升了瓦杜兹大教堂的尊严。 自1988年以来一直担任库尔主教的哈斯被任命为新的大主教管区的负责人直到今天。 瓦杜兹大主教管区不属于任何主教会议，直接向罗马教廷报告。

## 组成
大主教管区由十二个教区组成。